# Turn to You
Turn to You (auch Turn to You (Mother’s Day Dedication)) ist ein Lied des kanadischen Sängers Justin Bieber. Es wurde am 11. Mai 2012, zwei Tage vor Muttertag, veröffentlicht.

## Komposition
Das Lied wurde von Justin Bieber, Nasri, Jacob Pena, Adam Messinger und Tom Strahle geschrieben und von Bieber und Messinger produziert. Der Text handelt davon, was Biebers Mutter von klein auf alles für ihn getan hat und wie sehr er sie bewundert und nach wie vor zu ihr aufsieht.

## Chartplatzierungen
| ChartsChartplatzierungen       | Höchstplatzierung | Wochen |
| ------------------------------ | ----------------- | ------ |
| Kanada (MC)                    | 12 (2 Wo.)        | 2      |
| Österreich (Ö3)                | 49 (1 Wo.)        | 1      |
| Schweiz (IFPI)                 | 35 (1 Wo.)        | 1      |
| Vereinigte Staaten (Billboard) | 60 (1 Wo.)        | 1      |
| Vereinigtes Königreich (OCC)   | 39 (2 Wo.)        | 2      |